# Lola & Virginia
Lola & Virginia è una serie televisiva d'animazione spagnola trasmessa nel 2006 dall'Imira Entertainment. È attualmente in onda su diversi canali europei: Disney Channel Spagna e Italia, France 3, Pop Girl, e POP! e Animania HD. In Brasile la serie è andata in onda anche su SBT. Ne è stata tratta una serie, Lola & Virginia Live Action, trasmessa nel 2011 su Rai 2 e Rai Gulp.

## Trama
La serie racconta le vicende di Lola, una ragazza normale, ma quando nella sua scuola arriva Virginia le cose cambiano, perché entrambe si odiano, così le due sono malaugurate protagoniste di diversi reciproci conflitti. Lola è una ragazza studiosa mentre Virginia è una ragazzina molto viziata, ricca.

## Personaggi
- Lola: la protagonista dello show. Vive in una famiglia operaia, con due fratelli gemelli e sua madre, e la sua acerrima nemica è Virginia. Suo padre non appare mai.
- Virginia: antagonista dello show. Virginia soffre di un problema psicologico, il quale le fa credere di essere sempre al centro dell'universo: infatti, quando chiede qualcosa ai suoi genitori la pretende subito. Il suo nemico è Lola.
- Haide: Originaria di Cuba, amica della protagonista; viene spesso vista in compagnia con Lola, e, quando si trova con quest'ultima, cerca sempre di aiutarla, insieme a Poppy, a risolvere i suoi problemi. Lei e Poppy a volte sono coinvolte nel tentativo di svelare i piani di Virginia.
- Beatrice: Una delle amiche di Virginia, o almeno così si crede. Aiuta spesso Virginia nel mettere in imbarazzo Lola.
- Poppy: Una delle migliori amiche di Lola, è considerata un "maschiaccio", ed ama lo skateboard.
- Agi e Yukio: I geni della scuola. Creano spesso robot e altri gadget.
- Lucas: I suoi migliori amici sono Charley e Chuck. Lucas, in un episodio, è stato pagato da Virginia per rendere triste Lola.
- Charley: Charly è amico di Lucas e Chuck ed ama lo skateboard. Sia Lola che Virginia sono innamorate di lui.
- Chuck: Uno dei compagni di classe di Lola, i suoi migliori amici sono, Charley e Lucas. In seconda elementare è stato compagno di classe di Haide.
- Susie: Una delle compagne di classe di Lola. Ha un fratello maggiore, con il quale litigherà, in uno degli episodi.
- Marco: Marco è un ragazzo che frequenta la stessa scuola di Lola.
- Ugo: Ugo è un ballerino di talento, compagno di scuola sia di Virgina, che segrentamente ama.
- Marco Amore: Cantante di San Lorenzo, Marco ha molti fan che lo adorano, tra cui Lola, Virginia e il resto della classe. Lola lo ama, soprattutto perché è capo del fan club di Marco Amore. Il suo vero nome è John Johnson.
- Leticia: ex amica di Virginia. La loro amicizia si è spezzata nell'episodio "San Lorenzo vs Columbus".
- Ana: Docente della scuola di Lola e Virginia.
- Gustavo Buliavez: Chef della scuola, ed amico di Marco Amore.

## Doppiaggio
| Personaggio | Doppiatore originale | Doppiatore italiano |
| ----------- | -------------------- | ------------------- |
| Lola        |                      | Anna Lana           |
| Virginia    |                      | Valentina Favazza   |
| Poppy       |                      | Claudia Penoni      |
| Haide       |                      | Serena Menegon      |
| Agi e Yukio |                      |                     |